# Xavier Girard
Xavier Girard (Saint-Martin-d'Hères, 14 febbraio 1970) è un ex combinatista nordico francese.

## Biografia
In Coppa del Mondo esordì il 29 dicembre 1988 a Oberwiesenthal (15°) e ottenne l'unico podio il 25 marzo 1989 a Thunder Bay (2°).
In carriera prese parte a due edizioni dei Giochi olimpici invernali, Calgary 1988 (32° nell'individuale, 8° nella gara a squadre) e Albertville 1992 (13° nell'individuale), e a due dei Campionati mondiali, vincendo una medaglia.

## Palmarès

### Mondiali
- 1 medaglia:
  - 1 argento (gara a squadre a Val di Fiemme 1991)

### Mondiali juniores
- 1 medaglia:
  - 1 argento (gara a squadre a Vang/Hamar 1989)

### Coppa del Mondo
- Miglior piazzamento in classifica generale: 19º nel 1989
- 1 podio (individuale):
  - 1 secondo posto